# 阿爾巴尼亞及科索沃統一運動

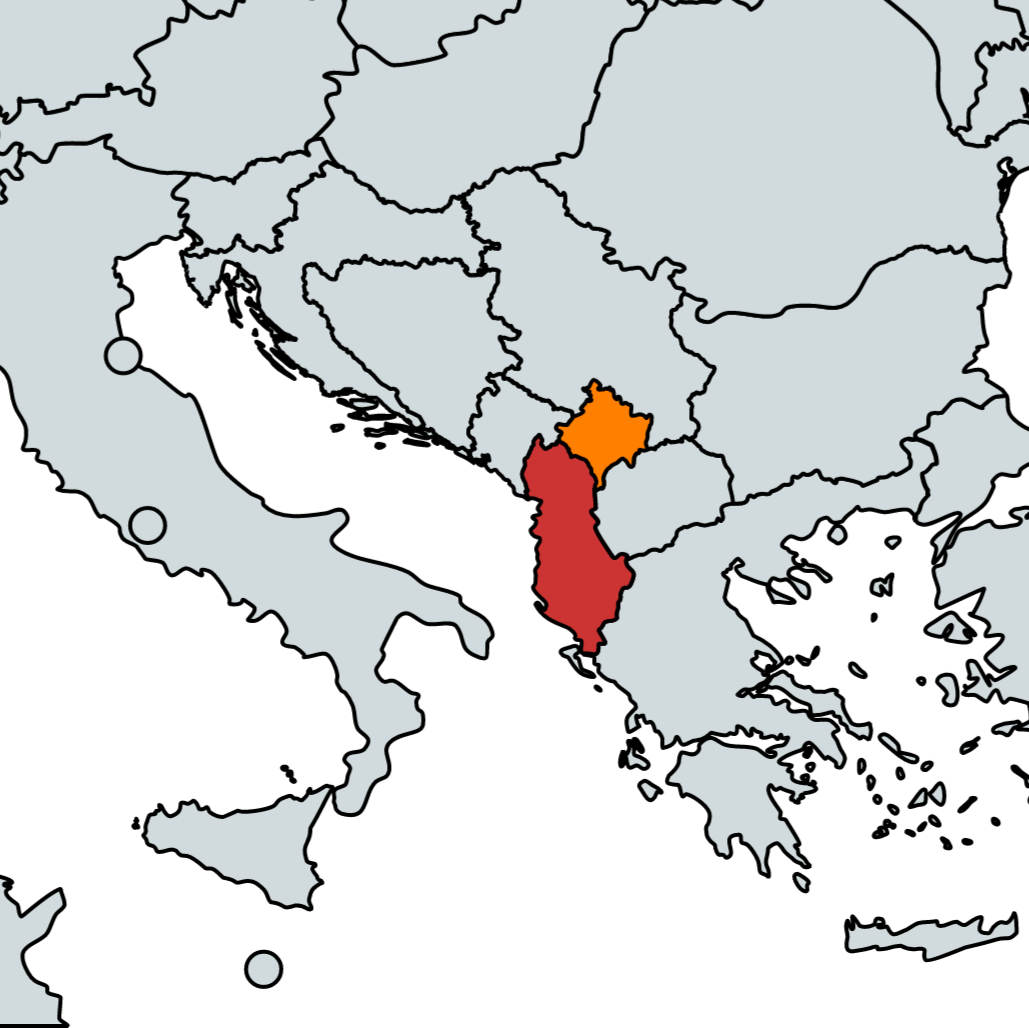
阿爾巴尼亞和科索沃的位置

阿爾巴尼亞和科索沃的統一運動在科索沃獨立之前就已經存在，並在2008年科索沃獨立後擴大。這一思想和大阿爾巴尼亞有關。據2021年估計，科索沃人口中97%是阿爾巴尼亞人。據2021年的一份調查，79.2%的阿爾巴尼亞人支持阿爾巴尼亞和科索沃統一。而據2021年9月的一份調查，55%的科索沃阿爾巴尼亞人支持科索沃和阿爾巴尼亞合併。